# Półprzewodniki

Porównanie układu pasm dla metali, półprzewodników i izolatorów

Materiał półprzewodnikowy (pot. półprzewodnik) – substancja, najczęściej krystaliczna, której konduktywność może być zmieniana w szerokim zakresie (na przykład od 10−8 do 103 S/cm) poprzez domieszkowanie, ogrzewanie, oświetlanie lub inne czynniki. Przewodnictwo typowego półprzewodnika plasuje się między przewodnictwem metali i dielektryków.
Wartość oporu półprzewodnika na ogół maleje ze wzrostem temperatury. Półprzewodniki mają pasmo wzbronione między pasmem walencyjnym a pasmem przewodzenia w zakresie od 0 do 6 eV (na przykład Ge 0,7 eV, Si 1,1 eV, GaAs 1,4 eV, GaN 3,4 eV, AlN 6,2 eV). Koncentrację nośników ładunku w półprzewodnikach można zmieniać w bardzo szerokich granicach, regulując temperaturę półprzewodnika lub natężenie padającego na niego światła, a nawet przez ściskanie lub rozciąganie.
W przemyśle elektronicznym najczęściej stosowanymi materiałami półprzewodnikowymi są pierwiastki grupy 14. (krzem, german) oraz związki pierwiastków grup 13. i 15. (arsenek galu, azotek galu, antymonek indu) lub 12. i 16. (tellurek kadmu). Materiały półprzewodnikowe są wytwarzane w postaci monokryształu, polikryształu lub proszku. Obecnie produkuje się też półprzewodniki organiczne, na ogół wielocykliczne związki aromatyczne, między innymi poli(p-fenyleno-winylen).

## Rodzaje
Półprzewodniki dzieli się na:
- samoistne;
- domieszkowane.

### Półprzewodniki samoistne

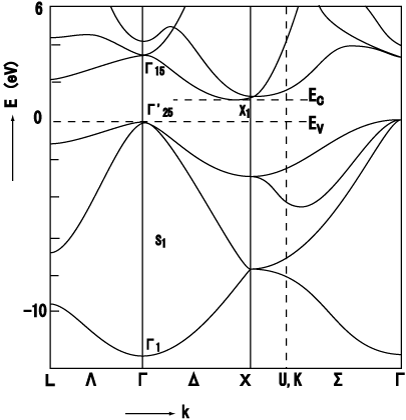
Struktura pasmowa krzemu

Półprzewodnik samoistny jest to półprzewodnik, którego materiał jest idealnie czysty, bez żadnych zanieczyszczeń struktury krystalicznej. Koncentracja wolnych elektronów w półprzewodniku samoistnym jest równa koncentracji dziur.
Przyjmuje się, że w temperaturze zera bezwzględnego w paśmie przewodnictwa nie ma elektronów, natomiast w wyższej temperaturze powstają pary elektron–dziura; im większa wartość temperatury, tym więcej takich par jest generowanych.

### Domieszkowane
Półprzewodniki samoistne mają mało ładunków swobodnych (co objawia się dużą rezystywnością), dlatego też stosuje się domieszkowanie. Materiały uzyskane przez domieszkowanie nazywają się półprzewodnikami niesamoistnymi lub półprzewodnikami domieszkowanymi.
Domieszkowanie polega na wprowadzeniu i aktywowaniu atomów domieszek do struktury kryształu. Domieszki są atomami pierwiastków niewchodzących w skład półprzewodnika samoistnego – przykładem niech będzie domieszka krzemu w arsenku galu. Ponieważ w wiązaniach kowalencyjnych bierze udział ustalona liczba elektronów, zamiana któregoś z atomów struktury na odpowiedni atom domieszki powoduje wystąpienie nadmiaru lub niedoboru elektronów.
Wprowadzenie domieszki dającej nadmiar elektronów (w stosunku do półprzewodnika samoistnego) powoduje powstanie półprzewodnika typu n, domieszka taka zaś nazywana jest domieszką donorową („oddaje elektron”). W takim półprzewodniku powstaje dodatkowy poziom energetyczny (poziom donorowy) położony w obszarze pasma wzbronionego niewiele poniżej poziomu przewodnictwa lub w samym paśmie przewodnictwa. Nadmiar elektronów jest uwalniany do pasma przewodnictwa (prawie pustego w przypadku półprzewodników samoistnych) w postaci elektronów swobodnych zdolnych do przewodzenia prądu. Mówimy wtedy o przewodnictwie elektronowym lub przewodnictwie typu n (z ang. negative, ujemny). Dla krzemu typowymi domieszkami donorowymi są atomy 15. grupy układu okresowego (więcej elektronów walencyjnych), głównie fosfor.
Wprowadzenie domieszki dającej niedobór elektronów (w stosunku do półprzewodnika samoistnego) powoduje powstanie półprzewodnika typu p, domieszka taka zaś nazywana jest domieszką akceptorową („przyjmuje elektron”). W takim półprzewodniku powstaje dodatkowy poziom energetyczny (poziom akceptorowy) położony w obszarze pasma wzbronionego niewiele nad poziomem walencyjnym, lub w samym paśmie walencyjnym. Poziomy takie wiążą elektrony znajdujące się w paśmie walencyjnym (prawie zapełnionym w przypadku półprzewodników samoistnych), powodując powstanie w nim wolnych miejsc. Takie wolne miejsce nazwano dziurą elektronową. Zachowuje się ona jak swobodna cząstka o ładunku dodatnim i jest zdolna do przewodzenia prądu. Mówimy wtedy o przewodnictwie dziurowym lub przewodnictwie typu p (z ang. positive, dodatni). Dziury, ze względu na swoją masę efektywną, zwykle większą od masy efektywnej elektronów, mają mniejszą ruchliwość, przez co rezystywność materiałów typu p jest z reguły większa niż materiałów typu n mających ten sam poziom domieszkowania. Typowymi akceptorami dla krzemu są atomy 13. grupy układu okresowego (mniej elektronów na ostatniej powłoce), zwykle bor.

## Zastosowania materiałów
- przyrządy półprzewodnikowe;
- mikroukłady elektromechaniczne;
- podłoża w mikroelektronice;
- fotokataliza.

## Parametry elektryczne półprzewodnikowych układów scalonych
1. czas propagacji
2. pobór mocy na bramkę
3. wskaźnik energetyczny
4. margines zakłóceń